# Gheorghe Moiș
Gheorghe Moiș (în ucraineană Григорій Теодорович Мойш; n. 10 mai 1894, Bila Țerkva, Raionul Rahău⁠(d), Transcarpatia, Ucraina – d. 1960, Fizeșu Gherlii, Cluj, România) a fost un preot greco-catolic din Maramureșul de Nord, victimă a regimului comunist din România.

## Biografie
Gheorghe Moiș s-a născut la 10 mai 1894 în Biserica Albă, Rahău, pe atunci în Austro-Ungaria, în familia profesorului român Teodor Moiș. După ce și-a finalizat studiile teologice în Sighetu Marmației, s-a întors în satul natal, pentru a sluji ca preot. După Primul Război Mondial, Maramureșul de Nord a devenit parte a Cehoslovaciei, iar Moiș a rămas preot pe timpul întregii administrații cehoslovace. El s-a căsătorit cu fiica unui preot, cu care a avur 2 băieți și o fată.
În 1939, după retragerea administrației cehoslovace, Moiș a fost deputat în Dieta efemerei Carpato-Ucraina. După ocuparea regiunii de către trupele maghiare, el a continuat să lucreze ca preot în satul natal.
În octombrie 1945, după ocupația sovietică a Maramureșului de Nord, Moiș s-a refugiat cu familia sa în România. În 1946 a devenit preot în satul Firminiș.

### Persecuția de către regimul comunist
În 1948 autoritățile comuniste române au început lichidarea Bisericii greco-catolice din România. Organele statului au încercat, fără succes, să-l convingă pe Moiș să treacă la Biserica Ortodoxă Română. S-a mutat în Satu Mare și a locuit la unul din fiii săi, Traian, care lucra aici ca medic oftalmolog. A continuat să oficieze slujbe în ilegalitate, într-un mic apartament.
În 1948 celălalt fiu al lui Gheorghe Moiș, Liviu, care era preot greco-catolic în satul Ariniș, dar și fata sa, Flavia, au fost arestați de Securitate și interogați despre locația tatălui său, care se refugiase în Bixad, la o rudă îndepărtată. În 1949 s-a întors la Ariniș, unde a fost arestat de Securitate. A fost ulterior eliberat, cu condiția de a nu mai ține slujbe, dar nu a făcut acest lucru. 
În decembrie 1958 a fost din nou arestat, fiind acuzat de „revoltă împotriva orânduirii sociale” și de „legături cu Vaticanul”. Instanța din Baia Mare l-a condamnat la 14 ani de închisoare, dar, după recurs, pedeapsa i-a fost redusă la 8 ani.
Gheorghe Moiș a murit în detenție, în Fizeșu Gherlii, în 1960.